# U-Bahnhof São Sebastião

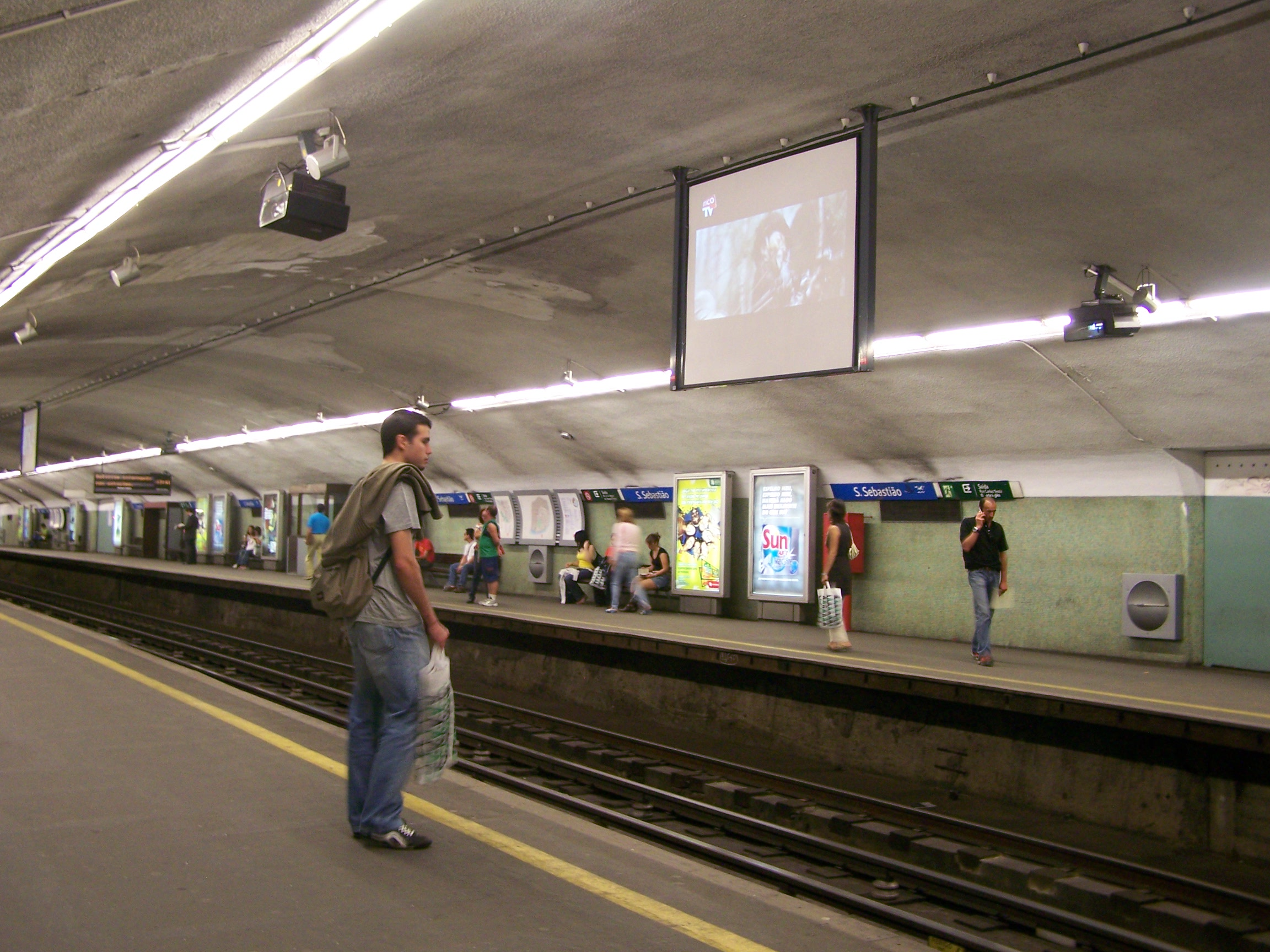
Bahnsteig des Lissabonner U-Bahnhofs São Sebastião

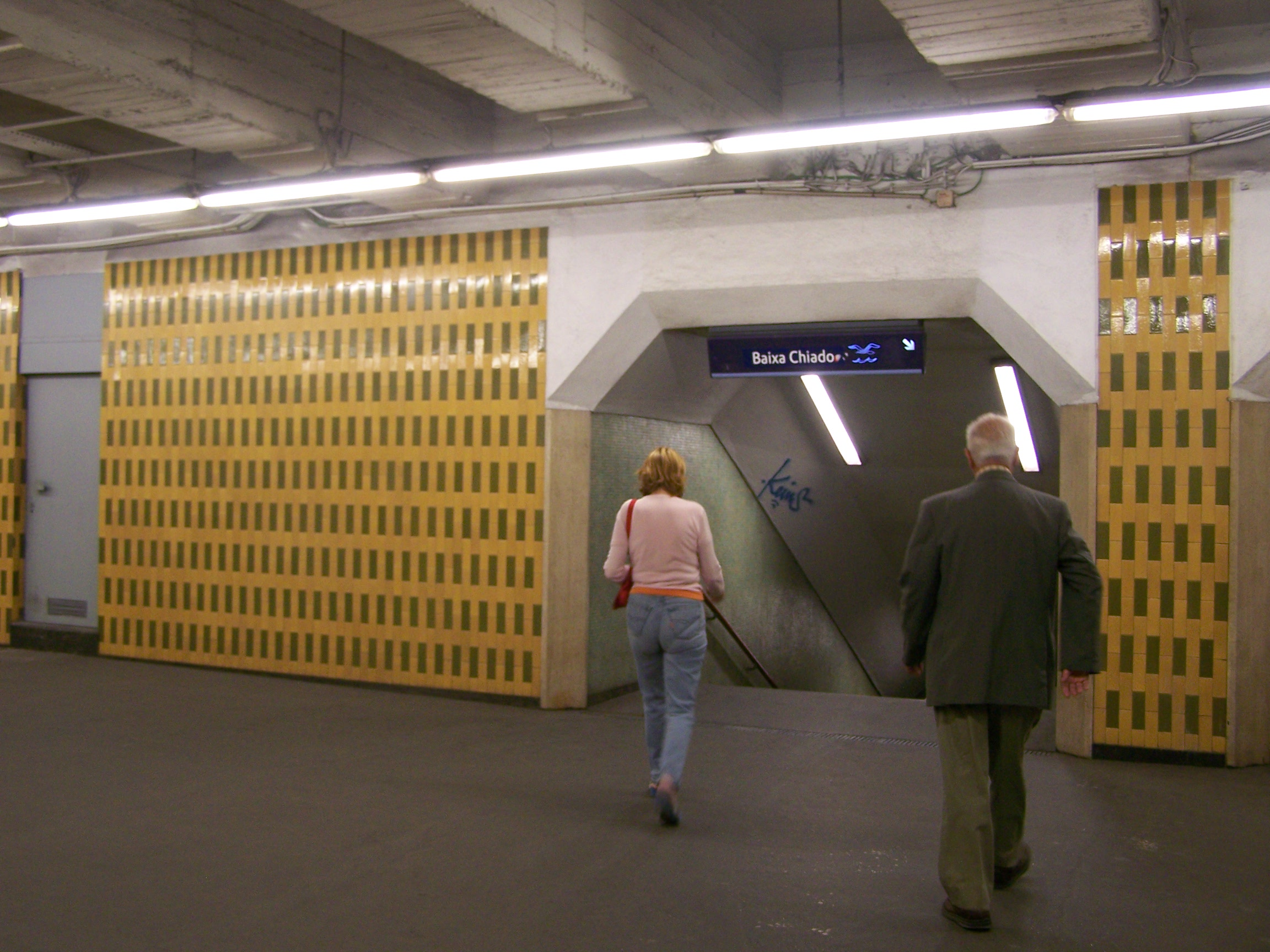
Südliche Zugangshalle mit Tunnel zum Bahnsteig in Richtung Innenstadt

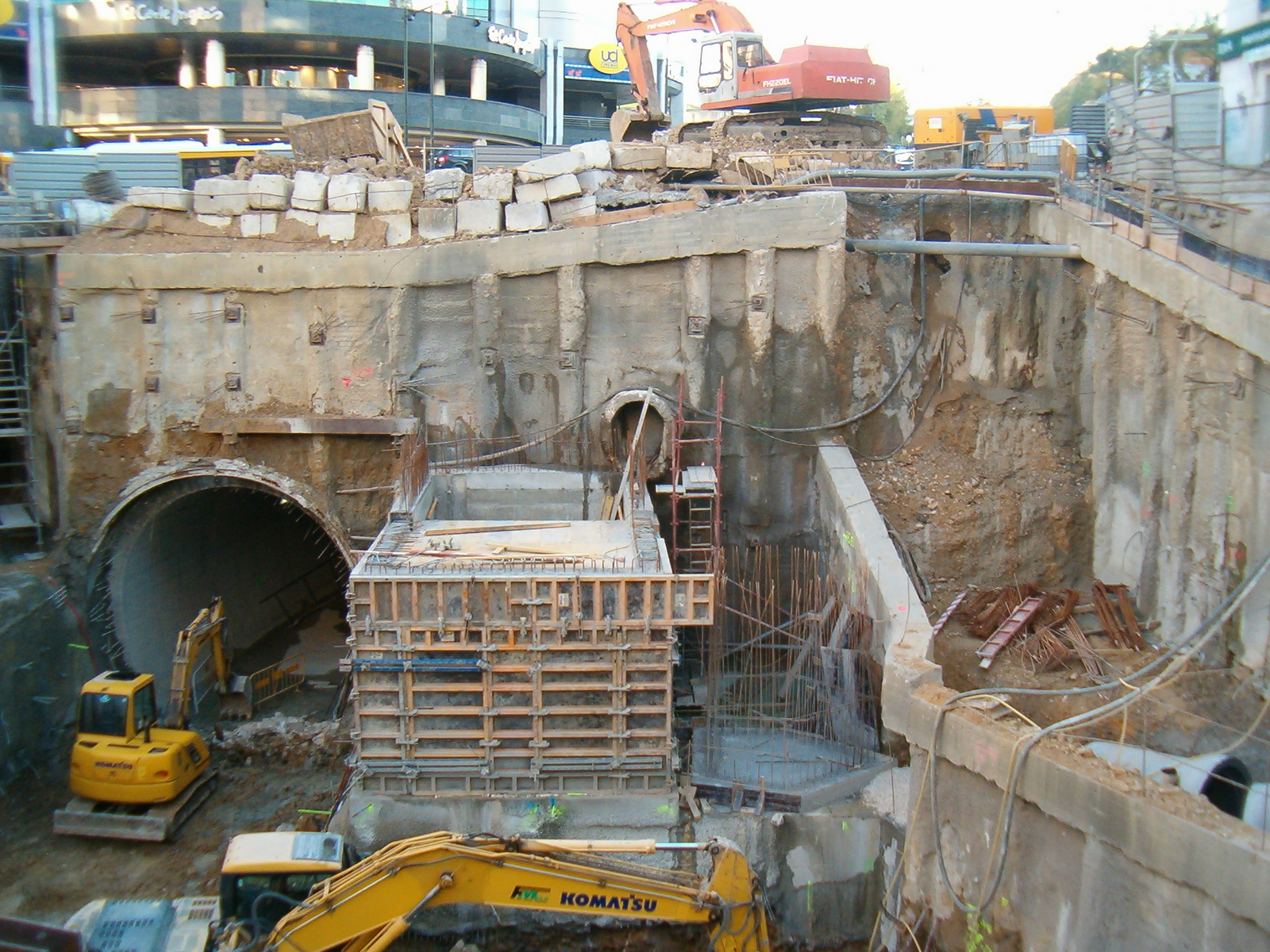
Bau des U-Bahnhofes der Linha Vermelha

São Sebastião ist ein U-Bahnhof der Linha Azul und der Linha Vermelha der Metro Lissabon, dem U-Bahn-Netz der portugiesischen Hauptstadt. Der Bahnhof befindet sich unter der Avenida António Augusto de Aquiar in der Nähe des Largo de São Sebastião da Pedreira in der gleichnamigen Stadtgemeinde Avenidas Novas. Die Nachbarstationen des Bahnhofes sind Praça de Espanha und Parque beziehungsweise Saldanha. Der Bahnhof der Linha Azul ging am 29. Dezember 1959 als einer der elf Bahnhöfe des Lissabonner Ursprungnetzes in Betrieb, der Bahnhof der Linha Vermelha am 29. August 2009.

## Geschichte
Gemeinsam mit zehn anderen Bahnhöfen eröffnete die Lissabonner Stadtverwaltung das Lissabonner U-Bahn-Netz am 29. Dezember 1959 zwischen den Bahnhöfen Restauradores, Sete Rios und Entre Campos. Der Bahnhof, der wie alle Lissabonner U-Bahnhöfe über zwei Seitenbahnsteige verfügt, erhielt die übliche architektonische Ausgestaltung wie alle anderen U-Bahnhöfe. Francisco Keil do Amaral als Architekt entwarf den Bahnhof an sich, die Künstlerin Maria Keil gestaltete diesen mit einem gelben Azulejo-Muster, das durch verbundene Bögen auf den einzelnen Fliesen Dynamik symbolisierende Windräder darstellen soll. Für die Bahnsteigwände verwendete Keil kleinteilige Riemchen mit den Farben Ocker, Grün und Weiß.
Aufgrund der wachsenden Fahrgastströme ab 1966 entschied die Betreibergesellschaft ab 1972 alle Bahnsteige, deren Länge je nach Bedeutung und Eröffnungsdatum zwischen 40 und 70 Meter variierte, auf 105 Meter zu verlängern, sodass dort Sechs-Wagen-Züge halten können. Die Bahnsteige des Bahnhofs São Sebastião wurden in diesem Zusammenhang 1975 um 65 Meter nach Süden verlängert. 1977 erhielt der Bahnhof einen zusätzlichen Ausgang im Süden, den der Ingenieur Dinis Gomes entwarf und wiederum Maria Keil gestaltete.
Seit 2001 besitzt der Bahnhof einen direkten Zugang zum benachbarten El Corte Inglés, dem einzigen Warenhaus dieser spanischen Kette in Südportugal.
2006 begannen die ersten Bauarbeiten für die Verlängerung der Linha Vermelha von Alameda über Saldanha bis São Sebastião, die 2009 in Betrieb genommen wurde. Damit waren direkte Fahrten bis zum zukünftigen De-facto-Hauptbahnhof Oriente und zum Parque das Nações möglich. Seit Juli 2012 besteht eine direkte Verbindung zum Flughafen. Der neue, ebenfalls mit zwei Seitenbahnsteigen ausgestattete Bahnhof liegt in L-förmiger Lage zu den Bahnsteigen der Linha Azul und hat fünf neue Zugänge. Im Zusammenhang mit der Verlängerung der Linha Vermelha erhielt der U-Bahnhof auch Aufzüge. Zukünftig sollen 14,4 Millionen Fahrgäste den Bahnhof São Sebastião benutzen.

## Verlauf
Am U-Bahnhof bestehen Umsteigemöglichkeiten zu den Buslinien der Carris.
| Linie | Verlauf |
| ----- | --- |
|       | Reboleira – Amadora Este – Alfornelos – Pontinha – Carnide – Colégio Militar/Luz – Alto dos Moinhos – Laranjeiras – Jardim Zoológico – Praça de Espanha – São Sebastião – Parque – Marquês de Pombal – Avenida – Restauradores – Baixa-Chiado – Terreiro do Paço – Santa Apolónia |
|       | Aeroporto – Encarnação – Moscavide – Oriente – Cabo Ruivo – Olivais – Chelas – Bela Vista – Olaias – Alameda – Saldanha – São Sebastião |